# Daïra de Frenda
La daïra de Frenda est une circonscription administrative de la wilaya de Tiaret. Son chef lieu est la commune éponyme d'Frenda.

## Communes
- Frenda (chef-lieu)
- Aïn El Hadid
- Takhemaret